# IEEE 802.11w
IEEE 802.11w-2009 est un amendement à la norme IEEE 802.11 visant à augmenter la sécurité de ses trames de gestion.

## Trames de gestion protégées
La norme 802.11 (Wi-Fi) actuelle définit les types de "trame" utilisées pour le contrôle et la gestion des liaisons sans fil. IEEE 802.11w est la norme qui définit les trames de gestion protégées pour la famille de standard IEEE 802.11. 
Le groupe TGw travaille à l'amélioration de la couche MAC de IEEE 802.11. L'objectif est d'améliorer la sécurité en garantissant la confidentialité des données contenues dans les trames de gestion, via des mécanismes qui garantissent l'intégrité des données, l'authenticité de l'origine des données et une protection anti ré-exécution. Ces extensions vont avoir des interactions avec les normes IEEE 802.11r et IEEE 802.11u.